# هنري كايسيدو
هنري كايسيدو (بالإسبانية: Henry Caicedo)‏ هو لاعب كرة قدم كولومبي، ولد في 18 يوليو 1951 في مدينة كالي في كولومبيا. لعب مع ديبورتيفو كالي.

## وصلات خارجية
- هنري كايسيدو على موقع قاعدة بيانات كرة القدم.إي يو (الإنجليزية)
- هنري كايسيدو على موقع ناشيونال فوتبول تيمز (الإنجليزية)
- هنري كايسيدو على موقع أوليمبيديا (الإنجليزية)